# Tetracanthella arctica
Tetracanthella arctica är en urinsektsart som beskrevs av Cassagnau 1959. Tetracanthella arctica ingår i släktet Tetracanthella och familjen Isotomidae. Arten är reproducerande i Sverige. Inga underarter finns listade i Catalogue of Life.